# Шарлотта Ронсон
Шарлотта Ронсон (англ. Charlotte Ronson, 7 серпня 1977, Лондон) — англійська дизайнерка, засновник бренду «Charlotte Ronson».

## Біографія
Шарлотта Ронсон народилася в Лондоні в творчій родині: брат Шарлотти — відомий музикант Марк Ронсон (англ. Mark Ronson), а сестра — діджей Саманта Ронсон (англ. Samantha Ronson). Виросла Шарлотта в Нью-Йорку, де невпинно працювала над створенням свого власного неповторного стилю в усьому ще з малих років. І в 2000 році Ронсон створила свою першу колекцію, яка являла собою мікс футболок в стилі 70-х років. Ця колекція негайно отримала визнання модниць і увагу популярних глянцевих видань.
У 2002 році Шарлотта відкрила перший бутік у Нью-Йорку, а в 2005 — об'єдналася з японським гігантом модної індустрії «Sanei International», якому належали більше 1000 магазинів одягу по всій Японії та Азії. Спільно вони з легкістю підкорили весь азійський ринок і взялися за американський. Шарлотта створила свій бренд «Charlotte Ronson».
У 2007 році зіграла саму себе у тересеріалі «Пліткарка».